# Захват Тобрука (1942)

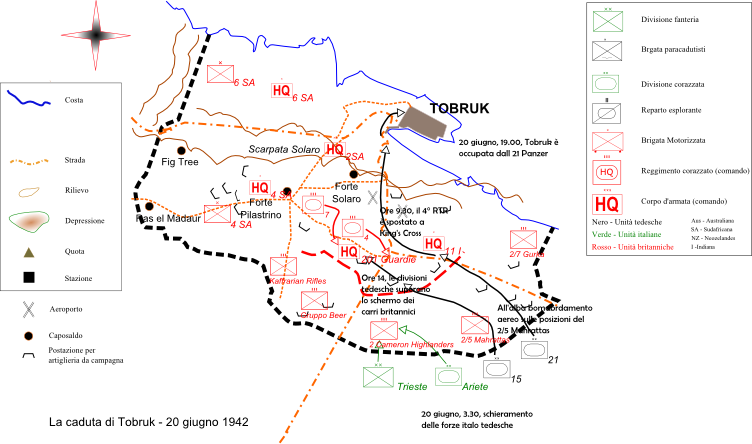
Карта штурма Тобрука 20 июня 1942 г.

Захват Тобрука (англ. Fall of Tobruk) — одно из сражений на Североафриканском ТВД во время Второй мировой войны, длившееся с 18 по 21 июня 1942 года. В ходе скоротечного штурма оборона укрепрайона Тобрука была прорвана и к утру 21 июня он был захвачен немецко-итальянскими войсками.

## Предыстория
В 1941 году в течение восьми месяцев войска стран Оси вели осаду Тобрука, прежде чем он был деблокирован в декабре. Британское командование решило демонтировать его минные поля для использования западнее, на «линии Газалы». Вокруг порта были накоплены огромные запасы для предстоящей операции «Акробат». К середине 1942 года в гарнизон входило много неопытных солдат, и 15 июня командование принял генерал-майор 2-й южноафриканской дивизии Хендрик Клоппер. Во время битвы при Газале британская 8-я армия потерпела поражение и была отброшена на восток от Тобрука, оставив его изолированным. Премьер-министр Великобритании Уинстон Черчилль придавал большое значение символическому значению Тобрука и потребовал его защищать, а не эвакуировать, как планировалось изначально.
Оборона Тобрука не являлась сплошной, а состояла из отдельных опорных пунктов и велась на 56-км фронте, поэтому к ее прорыву мог привести любой решительный штурм. В июне 1942 года у итало-немецких войск было свыше 200 танков, из них 125 немецких. К вечеру 18 июня Тобрук был полностью окружен с запада 21-м итальянским корпусом, с юга — 10-м итальянским корпусом, а с юго-востока и востока — дивизией «Триесте» и немецкими разведотрядами. Африканский корпус и дивизия «Ариете» располагались в районе Гамбута, и Роммель решил подвести их только в ночь накануне штурма. Приказ на штурм был отдан 18 июня. Основной удар планировалось нанести по восточному флангу обороны противника с последующим выходом 21-й танковой дивизии в район порта.

## Ход сражения
20 июня в 5 часов 20 минут пролетели в плотных боевых порядках пикирующие бомбардировщики и обрушили бомбы на передний край обороны британцев. К ним присоединился хорошо спланированный огонь невероятной силы всей немецкой и итальянской армейской артиллерии. Через некоторое время штурмовые группы саперов пустили оранжевый дым — сигнал для переноса огня в глубину, а в 6 часов 35 минут поступило донесение, что перед опорным пунктом № 69 перерезана проволока. Группа Менни и пехота Африканского корпуса атаковали переднюю линию дотов и стали быстро продвигаться вперед, встречая слабое сопротивление. К 7 часам 45 минутам был осуществлен широкий прорыв и занято около десяти опорных пунктов противника. Через противотанковый ров установили мосты, и путь для прохода танков через передний край обороны был открыт. К 9:30 20 июня немецкие танки пересекли противотанковый ров и стали веером продвигаться в глубь английской обороны. К 11 часам обе дивизии уничтожили до 15 танков противника и к полудню достигли минного поля южнее Кингз-Кросса, где встретили решительное сопротивление со стороны танков и артиллерии англичан. В ходе жестокого боя Африканский корпус к 14 часам вышел на гряду холмов севернее Кингз-Кросса, и Роммель лично отправился туда для подготовки решающего удара.
Днем 21-я дивизия спустилась с холмов и двинулась к Тобрукской бухте, но была встречена огнём британского тяжелого зенитного дивизиона, подбившего несколько немецких танков. В наступающих сумерках 21-я дивизия всё же сумела пробиться в Тобрук, окутанный дымом пожаров, и открыла огонь с набережной по поспешно отчаливающим английским судам, пытавшимся вырваться в открытое море.
15-я танковая дивизия, наступавшая на позиции гвардейской бригады на кряже Пиластрино, разгромила два полка англичан и захватила в плен штаб бригады. На рассвете 21 июня в западном секторе Тобрука царил хаос, причем обстановка еще более усложнялась наличием дезорганизованных тыловых частей, бежавших накануне из восточного сектора.

## Результаты
Рано утром 21 июня над штабом генерала Клоппера был поднят белый флаг, и в руки немцев попали 33 тысяч пленных. Из крепости сумели вырваться лишь несколько сот человек. Многочисленные склады с продовольствием, бензином, обмундированием и боеприпасами, а также множество орудий, машин и танков стали трофеями немецко-итальянских войск.
Вечером 21 июня Роммель услышал по радио о своем произведении в генерал-фельдмаршалы.
Потеря Тобрука стала тяжелым ударом для британского руководства. В свою очередь, Роммель убедил руководство Германии и Италии, что военные припасы, захваченные в Тобруке, и дезорганизованное состояние британских войск позволят войскам стран Оси легко захватить Египет и Суэцкий канал. Началась операция «Аида».